# Пул несврстаних новинских агенција
Пул несврстаних новинских агенција (енгл. Non-Aligned News Agencies Pool) је био систем сарадње између новинских агенција несврстаних земаља. ПННА је у почетку водила, финансирала и подржавала југословенска новинска агенција Танјуг. ПННА је окупио бројне новинске организације у државном власништву, посебно у Африци и јужној Азији.
Био је познат под много различитих имена, као што су Новинске агенције базен несврстаних земаља, Конзорцијум несврстаних новинских агенција, и Заједничка агенција несврстаних земаља.
ПННА је основан крајем 1974. а почео је се радом у јануару 1975. Почетак је био обележен разним телеграмима с изјавама и честиткама челника држава које су га подржавале. ПННА је био одговор на многе позиве на стварање нове равнотеже у свету новинарства које су несврстане упућивале још од седамдесетих година током дебата о Новом светском поретку у области информација и комуникације (New World Information and Communication Order - NWICO). Касније су ове дискусије биле пренесене у Унеско, и крајњи резултат је био доношење Мекбрајдовог извештаја на 20. Унесковом конгресу у Београду 1980. године.
У међувремену, ПННА је функционисао на основу међународне институционалне и бесплатне сарадње између новинских агенција Трећег света. Његов главни циљ био је стварање сопствених медијских канала с вестима који би извештавао о догађајима у земљама у развоју на непристрасан начин, као противтежа хегемонистичком начину извештавања западних медија.
Танјуг је имао водећу улогу у ПННА. Обезбеђивао је опрему и људство, као и курсеве за новинаре из неразвијених и сиромашнијих земаља, организујући рад на моделу самоуправљања. Иако није постојало званично седиште ПННА, у прво време већина операција се одигравала у Београду. Осим Танјуга, у ПННА су такође биле активне и следеће новинске агенције: Магреб Араб Прес из Марока, ТАП из Туниса, ИНА из Ирака, и ИРНА из Ирана.
Од 1980. године почиње опадање ове организације, када се дебата о Новом светском поретку у области информација и комуникације пренела у Уједињене нације, под окриљем Унеска. Након што су САД и Уједињено Краљевство повукле своје чланство из организације, иницијатива је изгубила финансијску подршку док су је западне институције оријентисане ка слободном тржишту бојкотовале.
Исте године се на политичком плану одиграло неколико догађаја који су само убрзали нестанак ПННА. Умро је Јосип Броз Тито и Југославији су искрсли други приоритети. Ирак и Иран су започели рат који је трајао дугих осам година у ком је ПННА коришћена у пропагандистичке сврхе како у Ираку, тако и у Ирану.
Иако је био углавном неактиван, ПННА је остао под вођством Ирне све до средине деведесетих година када је вођство преузела малезијска Бернама која га је водила све до 2005. године. Тад је створена Информативна мрежа несврстаних земаља која има за циљ обнову ПННА.